# 洪阳镇 (渑池县)
洪阳镇，是中华人民共和国河南省三門峽市渑池县下辖的一个乡镇级行政单位。

## 行政区划
洪阳镇下辖以下地区：
东洪阳村、上庄村、石盆村、德厚村、北沟村、柳庄村、雷沟村、上洪阳村、刘村、赵窑村、义昌村、崤店村、堡后村、胡坑村和吴庄村。